# Mihály Vörös
Mihály Vörös (Budapest, 27 ottobre 1920 – Bari, 11 ottobre 2008) è stato un calciatore e allenatore di calcio ungherese.
Fu l'ultimo giocatore a segnare un gol al Grande Torino in Serie A prima della Tragedia di Superga, il 6 aprile 1949 in Bari - Torino 1-1.

## Carriera

### Giocatore

#### Club ungheresi
Comincia a giocare a calcio nella formazione giovanile del Ferencvárosi T. C. di Budapest per poi trasferirsi, all'età di diciotto anni nel Fovtekor, squadra militante nella serie B ungherese. Nel 1941 viene acquistato dal Szeged, in massima divisione e vi gioca per sei anni. Nella stagione 1945-1946 segna 35 reti, al pari di Ferenc Puskás.

#### Bari
Nel gennaio del 1948 si reca a Roma per dei provini con il Vicenza ma le consultazioni non avvengono per il giorno di ritardo accumulato dal suo treno. Casualmente si trova nella capitale il suo connazionale Andras Kuttik, momentaneamente sospeso dalla panchina del Bari, che appena reintegrato dal club biancorosso lo prova e poi tessera coi pugliesi. Voros milita quindi per 6 stagioni con il Bari, esordendo a Livorno il 1º febbraio ’48 e disputa 3 campionati di Serie A (dal 1948 al 1950).  Coi biancorossi realizza in totale 54 reti in 142 presenze ed ha due grossi infortuni, il primo in un'amichevole con il Campobasso (frattura del malleolo interno della gamba destra), il secondo in Bari-Foggia 1-3 del 27 aprile 1952 (menisco). Finita la carriera da calciatore rimane a vivere nel capoluogo pugliese.

### Allenatore
Terminata la carriera da calciatore nel 1953, ha poi intrapreso quella di allenatore, guidando le squadre calcistiche di Bitonto, Altamura, Castrovillari, Vigor Nicastro (oggi Vigor Lamezia), Caserta, Bisceglie, Bovalinese, Locri e Acquaviva delle Fonti. Negli anni 1974-1976 allena anche le giovanili della Reggina.
Alla guida della Bovalinese ottiene le maggiori soddisfazioni da allenatore. Nel 1958-59, alla sua prima stagione, vince il massimo campionato regionale calabrese (allora denominato Campionato Dilettanti), portando la squadra in IV Serie, cui poi tuttavia la società rinuncia. Al ritorno a Bovalino, nella prima stagione 1971-72 vince il Campionato di Prima Categoria, portando la squadra in Promozione e guidandola poi fino al 1973-74, quando arriva alla finale di Coppa Italia Dilettanti, persa 0-1 con la veneta Miranese a Montecatini.

## Palmarès

### Allenatore

#### Competizioni regionali
- Campionato Dilettanti: 1

Bovalinese: 1958-1959